# Remmius vultuosus
Remmius vultuosus är en spindelart som beskrevs av Simon 1897. Remmius vultuosus ingår i släktet Remmius och familjen jättekrabbspindlar. Inga underarter finns listade i Catalogue of Life.